# شتولا

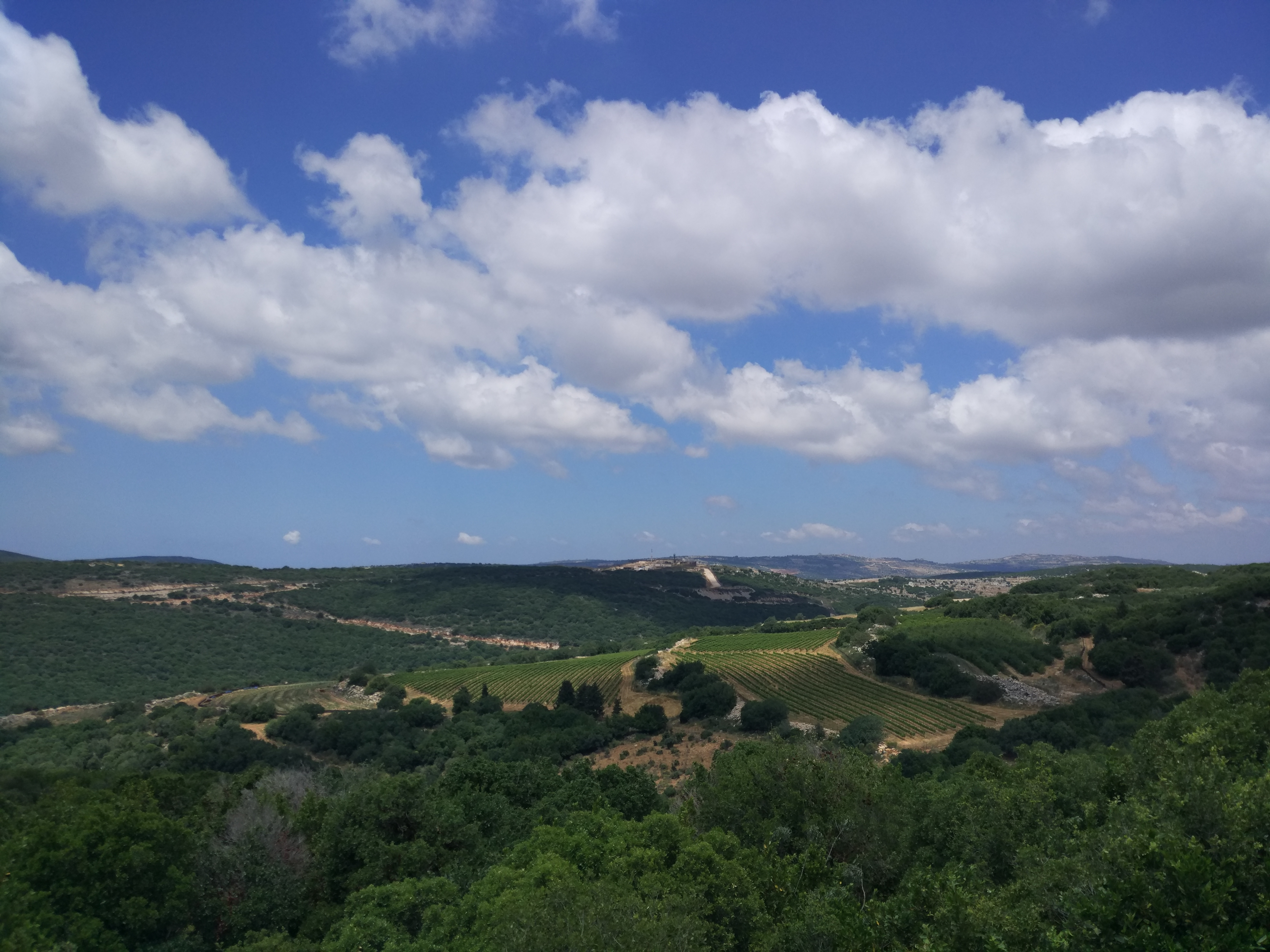
نمایی از شتولا، یک موشاو در شمال اسرائیل - ۲۰۱۸

شتولا (عبری: שְׁתוּלָה‎) یک موشاو در شمال اسرائیل است. این شهر در الجلیل بالا در نزدیکی مرز لبنان قرار دارد و تحت صلاحیت شورای منطقه‌ای معالی یوسف است. در سال ۲۰۲۱ جمعیت آن ۳۲۰ نفر بود.